# Christophe Cazalis de Labarèze
Christophe, Emmanuel Cazalis de Labarèze, né à Vézénobres (Gard) en 1744, où il est mort le 5 juin 1812, est un homme politique français.

## Biographie
Christophe Cazalis de Labarèze était juge de paix du canton de Vézénobres.

## Sources
- « Christophe Cazalis de Labarèze », dans Adolphe Robert et Gaston Cougny, Dictionnaire des parlementaires français, Edgar Bourloton, 1889-1891 [détail de l’édition]